# Jod Gumbaz

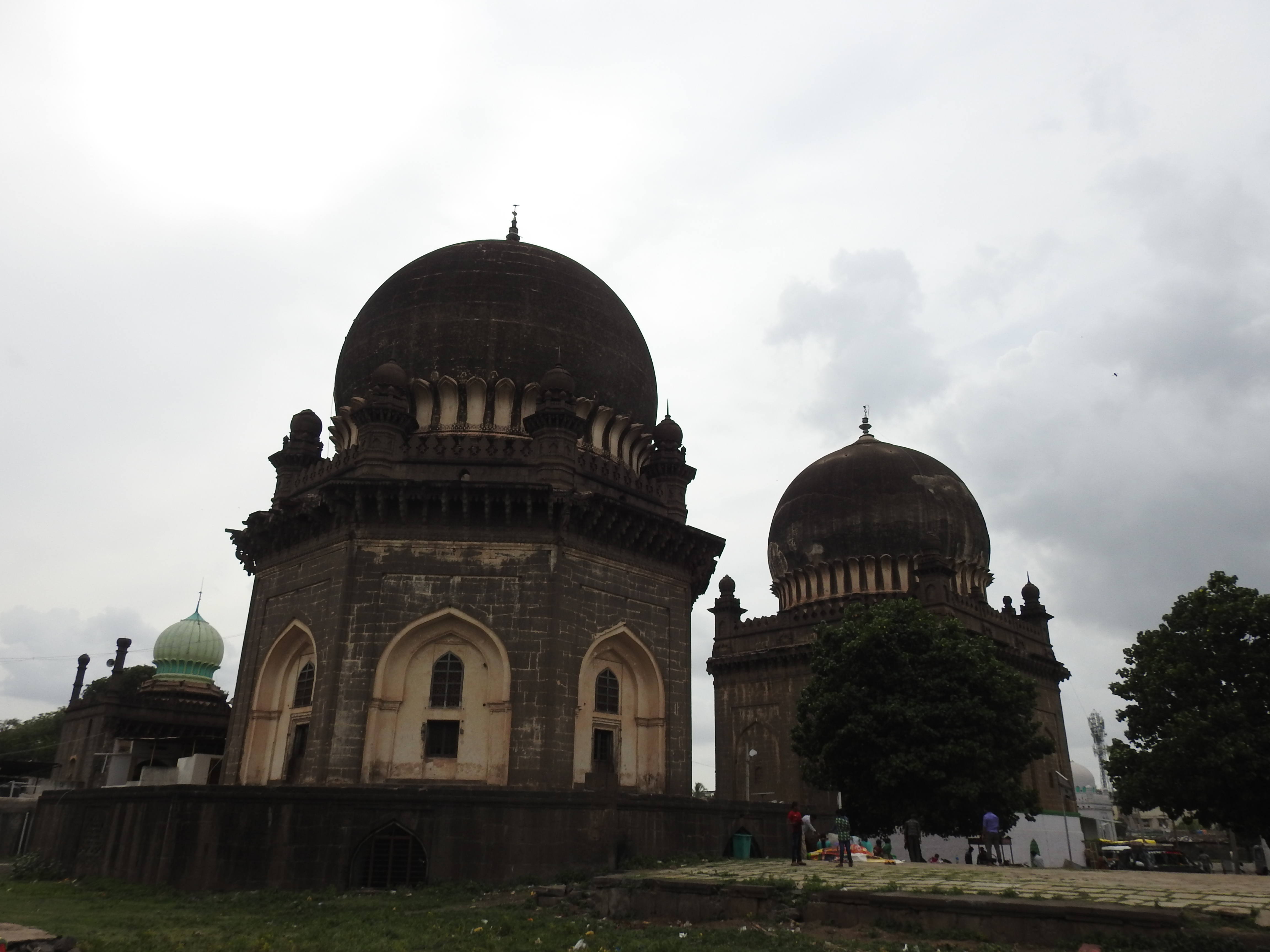
Job Gumbaz - Bijapur

Job Gumbaz, também conhecido como Abdul Razaq é um complexo de tumbas em Bijapur, na Índia. Foi contruído em 1687 durante o período Adil Shahi com par de túmulos, estes que estão em elevação substancial desde que as sepulturas são construídas no nível do chão com galerias dentro das cúpulas.

## História
O Jod Gumbaz remonta ao final do período Adil Shahi. Os túmulos foram erguidos para Khan Muhammad e seu conselheiro espiritual Abdul Razzaq Qadiri.
Khan Muhammad, "o traidor", era um comandante militar a serviço dos Adil Shahis e foi subornado para mudar de aliança em favor dos Mughals. Esta informação foi dada ao governante Adil Shahi por Afzal Khan, que também estava no terreno. Khan Muhammad foi chamado de volta a Bijapur e assassinado. Posteriormente, o imperador mogol Aurangzeb ordenou que um mausoléu fosse construído para ele usando os impostos pagos por Bijapur aos mogóis durante um ano. Mais tarde, o filho de Khan Muhammad, intitulado Khawas Khan, que também foi executado por sua lealdade aos Mughals, também foi enterrado na mesma tumba. O túmulo de Abdul Razzaq Qadiri, que era conselheiro espiritual de Khan Muhammad, também foi construído na mesma época.
Durante o período britânico, o túmulo de Khan Muhammad foi usado como escritório e residência do engenheiro executivo. O complexo foi usado como residência do juiz de sessões de Bijapur até 1918, quando o Serviço Arqueológico da Índia eliminou todas as invasões. Devido à reverência que os muçulmanos tinham por Abdul Razzaq, seu túmulo não foi reaproveitado. O complexo está hoje protegido como monumento de importância nacional.

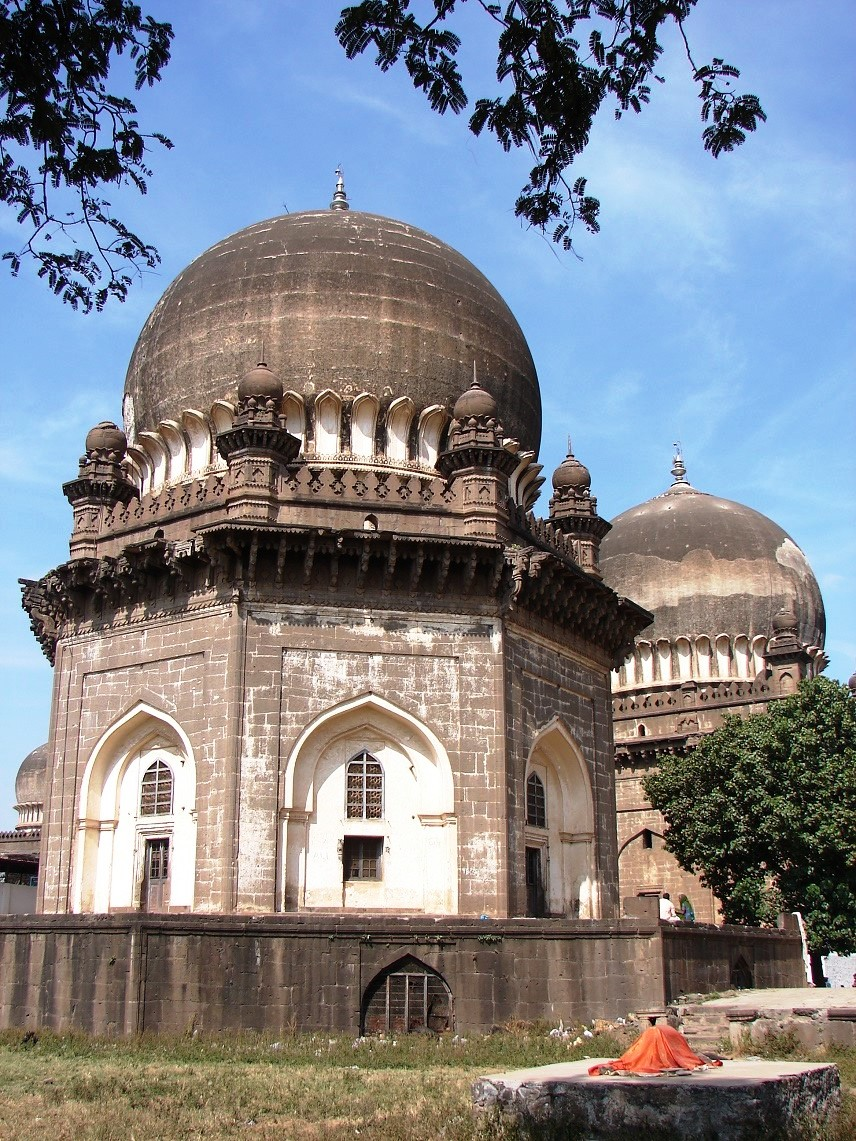
O túmulo de Khan Muhammad

Os túmulos estão localizados em altitudes elevadas, porque as abóbadas estão localizadas acima do nível do solo, o que geralmente não é o caso. O túmulo de Khan Muhammad é um edifício octogonal ao sul do complexo. Um parapeito com padrão de trevo ergue-se acima do salão, com remates em cada canto. É encimado por uma cúpula, assente numa base em forma de lótus. O túmulo de Abdul Razzaq Qadiri é um edifício quadrado ao norte do complexo e maior que o túmulo de Khan Muhammad. Tem um design semelhante, com parapeito com padrão de trevo, remates nos cantos e cúpula elevando-se acima de uma base em forma de lótus. Este mausoléu é reverenciado como um dargah. Um mausoléu menor localizado a oeste de Jod Gumbaz é o local de sepultamento de Sidi Rehan, um oficial durante o reinado de Muhammad Adil Shah.